# 饶余鉴
饶余鉴（1937年—2021年4月12日），男，广东大埔人，中国男高音歌唱家、声乐教育家。

## 家庭
妻子任桂珍。